# وای بر فریسیان

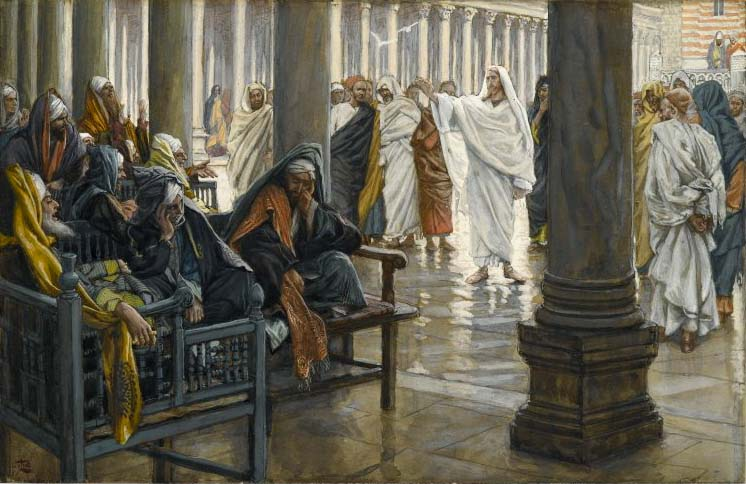
جیمز تیسوت، وای بر شما فریسیان، موزه بروکلین

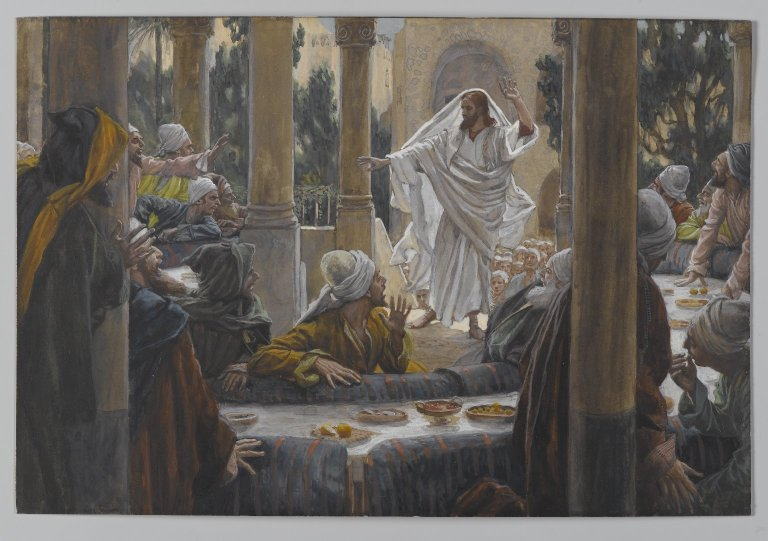
عیسی فریسیان را لعنت میکند، جیمز تیسوت.

وای بر فریسیان لیستی از انتقادات عیسی مسیح از فریسیان است که در انجیل لوقا و متی نقل شده است. انجیل مرقس نیز بخشهایی از آن را نقل می‌کند.
هفت انتقاد توسط متی نقل شده و از این رو نسخه متی معمولاً هفت انتقاد نام دارد. نسخه لوقا دارای شش انتقاد است.
انتقادات عیسی بیشتر به منافق بودن و قسم دروغ خوردن آنان است. انتقادات عیسی تفاوت بین ایمان درونی و ظاهری را بیان می‌کند.

## پیش زمینه
بسیاری از آیات عهد جدید از فریسیان انتقاد می‌کند. در زمان عیسی و در زمان تلاش یهودیان برای به صلیب کشیدن وی، فریسیان یکی از گروههای مختلف یهودی نظیر سدوسیان، زیلوتها و اسنها بودند. بعضی معتقدند لغت یونانی برای فریسیان ἰουδαῖοι ممکن است به معنی جوداییان به معنی یهودیان سرزمین جودا در برابر یهودیان سرزمینهای گالیله و ساماریا باشد.
انتقادات در انجیل متی و لوقا در یک زمان نیستند. در انجیل متی آنها بعد از بازگشت پیروزمندانه به اورشلیم در آخرین روزهای حضور او هستند؛ ولیکن در انجیل لوقا آنها بعد از دعای پروردگار و ارسال حواریون به بیرون اتفاق می‌افتند. متی اشاره می‌کند که قبل از انتقادات عیسی از فریسیان به دلیل گرفتن قسمت بالای مجلس، پوشیدن لباسهای گرانقیمت و اینکه به مردم می‌گویند آنها را «ربی» صدا کنند انتقاد می‌کند.
انتقادات عیسی مرتبط با تفاوت ایمان درونی و بیرونی است. عیسی می‌گوید که فریسیان فقط می‌خواهند ظاهر دیندار و موجهی داشته باشند ولیکن به درون خود کاری ندارند.

## هفت انتقاد
هفت انتقاد عیسی عبارتند از:
۱- آنها دربارهٔ خدا می‌گویند ولیکن خدا را دوست ندارند. آنها به پادشاهی بهشت وارد نشده و اجازه وارد شدن بقیه را نیز نمی‌دهند (متی ۲۳:۱۳).
۲- آنها مردم را به خداپرستی می‌خوانند ولیکن مردم را به دین مرده تشویق می‌کنند، از این رو این گروندگان دوبرابر آنان فرزندان جهنم خواهند بود (متی ۲۳:۱۵).
۳- آنها می‌گویند قسمی که به معبد بخورند مقدس نیست ولیکن اگر به طلای معبد یا هدایای قربانی در قربانگاه بخورند مقدس است. طلاها و هدایا به ذات مقدس نیستند ولیکن به دلیل ارتباط با معبد کمتر از آن اهمیت دارند. معلمان و فریسیان در معبد عبادت می‌کنند و قربانی در قربانگاه می‌دهند زیرا میدانند که معبد مقدس است؛ ولیکن چگونه ممکن است قسم به آنچه واقعاً مقدس است اهمیت نداشته ولیکن به اشیایی که مقدس بودن خود را از آن می‌گیرند مهم باشد؟ (متی ۲۳:۱۶–۲۲)
۴- آنها قانون را تدریس می‌کنند ولیکن مهمترین قسمتهای آن را انجام نمی‌دهند - عدالت، محبت و ایمان به خدا. آنها به جزئیات قانون مانند ادویه آن اهمیت می‌دهند ولیکن گوشت اصلی آن را بی اهمیت می‌شمارند (متی ۲۳:۲۳–۲۴).
۵- آنها ظاهری پاکیزه دارند ولیکن از درون کثیف هستند. آنها به دنبال شهوات دنیوی هستند. آنها پر از غرور و خود بزرگبینی هستند (متی ۲۳:۲۵–۲۶).
۶- آنها به دلیل پیروی از قوانین خود را درستکار میدانند ولیکن در واقع درستکار نیستند. نقاب درستکاری آنان درون ضدخدایی افکار و احساسات آنها را مخفی می‌کند. آنها پر از بدطینتی هستند. آنها مانند قبرهای شسته شده هستند، ظاهری زیبا دارند ولیکن پر از استخوانهای مردگان هستند (متی ۲۳:۲۷–۲۸).
۷- آنها اظهار ارادت زیادی به پیامبران مرده می‌کنند و می‌گویند اگر در زمان آنها بودند هیچوقت آنها را آزار نمی‌داده و نمی‌کشتند ولیکن آنها از همان قماش آزاردهندگان و قاتلین هستند. آنها خون قاتلین (پیامبران) را در رگهای خود دارند (متی ۲۳:۲۹–۳۶).